# Peter Schreyer
Peter Schreyer (nascido em Bad Reichenhall, Baviera, Alemanha Ocidental em 1953) é um profissional de design de produto de automóveis da Kia Motors, conhecido por suas contribuições para o projeto do Audi TT.
Em 2006, a Car Design News classificou o Audi TT como um dos "designs automotivos mais influentes nos últimos tempos".
Ele foi o chefe de design na Kia Motors desde 2006 e em 28 de dezembro de 2012, foi nomeado um dos três presidentes da empresa. Três semanas mais tarde, ele tornou-se o diretor de design de ambas Hyundai Motors e Kia Motors.

## Historia
Schreyer nasceu em 1953 na cidade de Bad Reichenhall, distrito da Berchtesgadener Land, na região administrativa da Alta Baviera, no estado da Baviera, Alemanha Ocidental e começou a estudar em 1975 na Universidade de Ciências Aplicadas de Munique (Fachhochschule München - Design industrial). Ele trabalhou com a Audi, primeiro como estudante em 1978, graduando-se em 1979 com seu diploma de Desenho Industrial. Posteriormente, Schreyer ganhou uma bolsa na Audi para estudar no Royal College of Art, Londres, de 1979-1980 como estudante de design de transportes.
Em 1980, começou a trabalhar com a Audi em design exterior, interior e conceitual. Em 1991, mudou-se para o estúdio de design da companhia na Califórnia, EUA. Ele voltou para a Audi Design Concept Studio em 1992 e mudou-se para o departamento de design exterior da Volkswagen em 1993. Em 2006, a Kia contratou Schreyer como chefe de design.
Schreyer é conhecido por usar toda a roupa preta, óculos preto desenhado por Philippe Starck, e por sua natureza "competitiva, criativa e analítica".

## Prêmios
- 1995: Schreyer fundou e foi jurado no "Internationaler Audi design Förderpreis".[6]
- 2003: Prêmio de Design da República Federal da Alemanha.[6]
- 2007: doutorado honorário da Royal College of Art em Londres,[10] seguindo Sergio Pininfarina e Giorgetto Giugiaro como o terceiro designer automotivo a receber a honra.[10]
- 2011: um dos "Homens do Ano de 2011" pela Top Gear (revista).
- 2012: uma das 10 pessoas mais influentes no setor automotivo pela Jalopnik.
- 2014: EyesOn Design Prêmio Lifetime Design Achievement.[11]

## Trabalhos de design
- Audi TT, 1998
- Audi A6, 1998[12]
- Audi A3, 1996[13]
- Volkswagen New Beetle, 1998
- Volkswagen Golf, IV, 1998[3]
- Volkswagen Concept R, 2004
- Volkswagen Eos,[14] 2006
- Kia Borrego, 2009
- Kia Venga, 2009 (& Kia No. 3 Concept)
- Kia Forte, 2010
- Kia Sorento, 2010
- Kia Sportage, 2010
- Kia Cadenza, 2011
- Kia Optima, 2011
- Kia Picanto/Morning, 2011
- Kia Rio, 2011
- Kia Cee'd, 2012
- Kia K9/Quoris, 2013